# Refugiados (monumento)
Refugiados es un monumento y ejemplo de arte público situado en Madrid, España. Se ubica en una zona ajardinada del Paseo de Recoletos, está dedicado a migrantes y refugiados.

## Historia y descripción
La idea de erigir un monumento a los inmigrantes y refugiados fue aprobada por la junta de gobierno presidida por Manuela Carmena en 2018. Según la portavoz del Ayuntamiento, Rita Maestre, fue una forma de transmitir el reconocimiento a los refugiados e inmigrantes que con su llegada "han construido la ciudad de Madrid".
Diseñado por el artista brasileño Bel Borba, el proyecto fue una adaptación de la obra del mismo autorautor Homage to Migrants (presentada en la exposición Biennale de Montreux en el Lago Lemán), reutilizada para adaptarse a una ubicación en uno de los estanques de agua del Paseo de Recoletos, con un bloque de hormigón de 180 x 100 x 180 cm con vetas de granito, sobre el que se colocaría el conjunto de bronce.  Finalmente el monumento no fue instalado sobre el agua sino fuera, junto al estanque. El conjunto escultórico de bronce pesa 960 kg y consta de 16 figuras sentadas, masculinas y femeninas por igual, algunas de ellas cargando bebés, que llevan chalecos salvavidas mientras esperan ayuda.
Los trabajos para la instalación del monumento comenzaron el 13 de mayo de 2019.